# Homalophora attae
Homalophora attae är en tvåvingeart som beskrevs av Borgmeier 1958. Homalophora attae ingår i släktet Homalophora och familjen puckelflugor. Inga underarter finns listade i Catalogue of Life.